# Elk Plain
Pour les articles homonymes, voir Elk.
Elk Plain est une census-designated place (CDP) située dans le comté de Pierce, dans l'État de Washington.